# Gewerbepark
Ein Gewerbepark ist ein zusammengehöriges Gewerbegebiet, das von privaten Unternehmern nach einem einheitlichen Konzept erschlossen und realisiert wird und dessen Flächen anschließend an Gewerbe- oder Dienstleistungsbetriebe verkauft oder vermietet werden. 

## Deutschland
Der Name Gewerbepark wurde durch den Gewerbepark Regensburg geprägt und später deutschlandweit kopiert.
Kennzeichnend ist die gemeinsame und damit kostengünstige Nutzung der Infrastruktur des Gewerbeparks sowie die im Rahmen der kommunalen Wirtschaftsförderung gegebenen Mitwirkungsmöglichkeiten von Kommunen oder Gebietskörperschaften durch Bereitstellung geeigneter Flächen und entsprechende Bauleitplanung.
Die Ansiedlung von Gewerbeparks dient unter anderem der Generierung örtlicher Gewerbesteuern und der lokalen Beschäftigung.
Sog. Gründerzentren werden eingerichtet, um vor allem Jungunternehmern zeitlich begrenzt Raum, Anlagen und Infrastruktur subventioniert anzubieten. Je nach wirtschaftlicher Ausrichtung der angesiedelten Unternehmen lassen sich außerdem Technologieparks, Wissenschaftsparks und Industrieparks unterscheiden.

## Österreich
Wirtschaftliche Einheiten von ausschließlich zu Geschäftszwecken genutzten Gebäuden und Liegenschaften werden im österreichischen Mietrechtsgesetz (MRG) auch als „Wirtschaftspark“ bezeichnet. Ausgehend vom Wortlaut dient die Vermietung an private Mieter nicht deren geschäftlichen Zwecken, weshalb eine Subsumtion unter den Begriff Wirtschaftspark ausscheidet. Ebenso schadet jede Vermietung zu Wohnzwecken dem Charakter als Wirtschaftspark.
Im Rahmen der Initiative Interkommunale Betriebsansiedlung (INKOBA) kooperieren mehrere Gemeinden bei der Entwicklung und Vermarktung ihrer betrieblichen Standorte. 
Wirtschaftsparks dienen häufig einem übergeordneten Produktions- oder Versorgungsziel sowie den wirtschaftlichen Interessen der fördernden Gebietskörperschaft. Zur Sicherstellung dieser Ziele sieht § 1 Abs. 5 MRG  deshalb Ausnahmen vom Anwendungsbereich des Mietrechtsgesetzes vor, insbesondere zusätzliche Befristungsmöglichkeiten (§ 29 Abs. 1 Z 3 lit. a), um rechtlich verfestigte Nutzerstrukturen zu verhindern. Kennzeichnend für einen  Wirtschaftspark ist in Abgrenzung zu einem Einkaufszentrum ein sog. Branchenmix, auch in einem einzelnen  Gebäude auf einem einzelnen Grundbuchskörper. Ein Wirtschaftspark im Sinne des § 1 Abs. 5 MRG setzt weder eine Mehrzahl an Grundbuchskörpern noch eine solche an Gebäuden voraus.
Die Wirtschaftsagentur ecoplus betreut 17 Wirtschaftsparks in Niederösterreich (Stand 2017).